# Thunderbirds (Film)
Thunderbirds ist ein britisch-US-amerikanischer Science-Fiction-Jugendfilm aus dem Jahr 2004, basierend auf der gleichnamigen Fernsehserie aus den 1960er Jahren. Regie führte Jonathan Frakes, die Hauptrollen spielten unter anderem Bill Paxton, Anthony Edwards, Vanessa Hudgens und Ben Kingsley. Der Film startete am 30. September 2004 in den deutschen Kinos.

## Handlung
Die Familie Tracy gehört zur International-Rescue-Organisation und die Thunderbirds sind ihre fünf Verkehrsmittel: eine Rakete, ein Rettungs- und Transportshuttle, ein U-Boot, ein Raumschiff und eine Raumstation. Ertönt der Notruf „Thunderbirds – bitte kommen!“, ist es an Jeff Tracy und seinen Söhnen, die Welt vor einer Katastrophe zu bewahren. Als ein Meteoritensturm die Erde bedroht, macht sich Tracy mit seinen Söhnen sofort auf den Weg ins All. Doch der Notruf war eine Falle ihres Erzfeindes The Hood, der die Welt in seine Gewalt bringen und die Thunderbirds auslöschen will. Als die Lage hoffnungslos erscheint, liegen alle Hoffnungen auf dem jüngsten Sohn Alan, der auf der Insel verblieb.
The Hood entert mittlerweile die Insel und will den Shuttle Thunderbird 2 stehlen, um zehn internationale Banken auszurauben und die Welt ins Chaos zu stürzen. Alan kann mit seinen Freunden und einem entwendeten Prozessor fliehen. Da aber mit Mord gedroht wird, gibt Alan den Prozessor zurück und landet mit anderen Personen im Kühlraum. Ihnen gelingt es zu fliehen und die Kinder bekommen erstmals die Erlaubnis, einen Thunderbird-Shuttle zu steuern. In London soll der erste Einbruch stattfinden und dort retten sie zunächst einen verunglückten Waggon. In der Bank of London schließlich kommt es zum Kampf zwischen den Gruppen. Nachdem Alan beinahe von dem gegnerischen Tunnelbohrer zermalmt worden wäre, nutzt Tintin ihre psychischen Kräfte und bringt The Hood fast in Lebensgefahr. Jedoch wird er von Alan gerettet und der Polizei zugeführt.
Zurück auf der Insel wird Alan nun feierlich zu den Thunderbirds gezählt und der erste Auftrag lässt nicht lange auf sich warten.

## Veröffentlichung
Der Film startete am 24. Juli 2004 in den britischen und am 30. Juli 2004 in den US-amerikanischen Kinos. In Deutschland war der Kinostart am 30. September 2004; hier erschien er am 3. März 2005 auf DVD. In den USA konnte der Film lediglich 28 Mio. US-Dollar seiner 57 Mio. US-Dollar Produktionskosten wieder einspielen.

## Kritik
TV Spielfilm fand, dass „Action und Tricks aus der eher preiswerten Abteilung“ stammen. „Die Figuren wecken kein dauerhaftes Interesse, das nette Sixties-Design ist an eine Zielgruppe von Acht- bis Zwölfjährige verschenkt.“

„Realversion einer in den 1960er-Jahren erfolgreichen Science-Fiction-Puppentrick-Fernsehserie, die weniger den ‚kultigen‘ Aspekt bedient als sorglose Abenteuerunterhaltung für Kinder bietet.“

„Auch wenn die Figuren diesmal von echten Schauspielern dargestellt werden, lebendiger werden sie dadurch nicht. Im Gegenteil: Hatte die TV-Serie noch viel Charme, so geht der in diesem dämlichen Action-Spektakel für kleine Kinder nun völlig verloren. Da kann selbst Ben Kingsley als Bösewicht nichts mehr retten.“

## Hintergrund
- Die Szenen auf Tracy Island entstanden auf den Seychellen.
- Die Ehefrau des Regisseurs Jonathan Frakes, Genie Francis, hat eine kleine Rolle als Lisa Lowe.